# Marco Campomenosi
Marco Campomenosi (Genova, 2 settembre 1975) è un politico italiano.

## Biografia
Nato e cresciuto a Genova, dove si è laureato in giurisprudenza, ha iniziato a militare nella Lega Nord sin dagli anni novanta, e dopo una prima esperienza come consulente legislativo presso la presidenza del Consiglio regionale della Liguria, nel 2004 si è trasferito a Bruxelles, dove ha ricoperto il ruolo di assistente parlamentare dell'eurodeputato Matteo Salvini. Nel 2009, in seguito a un periodo nel settore privato, è stato richiamato a Bruxelles per ricoprire il ruolo di funzionario della delegazione Lega Nord, presso il gruppo politico Europa della Libertà e della Democrazia (EFD).
A partire dal 2015 è coordinatore staff della delegazione Lega, nonché vice segretario generale del gruppo politico Europa delle Nazioni e della Libertà (ENL), di cui la Lega è stata parte fino al termine dell'VIII legislatura.
Nel 2019 è stato candidato per la Lega alle elezioni europee nella circoscrizione nord-occidentale, ottenendo il seggio di europarlamentare nella circoscrizione Italia nord-occidentale e assumendo successivamente il ruolo di capodelegazione all'interno del gruppo politico Identità e Democrazia (ID). Tra gli incarichi ricoperti ci sono quello di membro titolare nella commissione Trasporti e turismo, membro sostituto nelle commissioni Commercio internazionale e mercato interno, membro titolare nelle delegazioni per i rapporti bilaterali con l'Iraq e l'Iran, e membro sostituto nelle delegazioni per i rapporti bilaterali con i Paesi del Mercosur e con il Giappone.
Campomenosi non si ricandida alle elezioni europee del 2024.